# Leopold Decoux
Albert Leopold Decoux (Herent, 27 januari 1908 - 12 oktober 1996) was een Belgisch socialistisch politicus. 

## Levensloop
Decoux werd secretaris van de Centrale der Metaalindustrie van België.
Hij startte zijn politieke loopbaan in 1946-47 in Wilsele, een gemeente die grensde aan zijn geboortedorp. In 1947 volgde hij zijn partijgenoot Henri Corbeels op als burgemeester van Wilsele en bekleedde dit ambt tot in 1976. Van 1949 tot 1954 was hij ook provincieraadslid van Brabant.
In 1961 werd hij voor de BSP lid van de Senaat als rechtstreeks gekozen senator voor het arrondissement Leuven, wat hij bleef tot in 1974. In de periode december 1971-maart 1974 had hij als gevolg van het toen bestaande dubbelmandaat ook zitting in de Cultuurraad voor de Nederlandse Cultuurgemeenschap, die op 7 december 1971 werd geïnstalleerd en de verre voorloper is van het Vlaams Parlement.
Hij bleef burgemeester van Wilsele tot deze gemeente in 1976 gefuseerd werd met de stad Leuven. Hij heeft de gemeente gedurende 29 jaar geleid. In 1983 benoemde de Senaat hem tot eresenator.

## Straatnaam
Door de fusie moesten een aantal straatnamen wijzigen, omdat ze meer dan één keer voorkwamen in de stad Leuven. Na de dood van burgemeester Decoux wenste men de Wakkerzeelsebaan in Wilsele (er was er ook een in Wijgmaal) tot Leopold Decouxlaan te herbenoemen. De Provinciale Commissie voor Plaatsnaamgeving gaf tot twee keer toe een negatief advies. Verschillende bewoners waren tegen de voorgestelde wijziging. De voormalige burgemeester was aan het begin van de 21e eeuw immers niet meer zo bekend. De naamsverandering werd echter alsnog doorgedrukt.

## Trivia
Decoux stond niet op de beste voet met de toenmalige pastoor Vrebos. De tweedeling socialist versus katholiek nam soms hilarische proporties aan die vaak doen denken aan situaties zoals beschreven in de belevenissen van Don Camillo. Burgemeester en pastoor gunden elkaar het zonlicht niet. Zo organiseerde de burgemeester wielerwedstrijden met het podium en luidsprekers vlak voor de ingang van de kerk. De pastoor liet de klokken telkens als het peloton voorbijkwam luiden waardoor niets meer hoorbaar was. 